# Крањци (Лабин)
Крањци (итал. Crainzi o Repinie) је насељено место у Републици Хрватској у Истарској жупанији. Административно је у саставу града Лабина.
Насеље је три килиметра удаљено од Лабина. На километар од села налази се мала црква Светог Флора за коју се претпоставља да је изграђена у периоду XII–XIII. века. Карактеристика цркве је њен камени намјештај од две велике камене плоче, изворно странице саркофага, постављене су испред светишта као олтарна ограда. Препоставља се да те плоче из неке непознате ранохришћанске цркве (VI–VII век), која се налазила на том месту. . Црква је на листи заштићених културних добара Републике Хрватске, а посвећена је истоименом бискупу чији се презник слави 27. октобра.
Ову црквицу прати легенда о закопаном благу. Легенда прича о богатим Грцима који су подигли цркву у 6. веку. Због седмогодишње суше морали су се отићи из ових крајева, али део злата им је био претежак за коње па су га закопали око црквице. Благо никад није откривено.

## Становништво
Према последњем попису становништва из 2001. године у насељу Крањци живело је 96 становника који су живели у 30 породичних домаћинстава.
Кретање броја становника по пописима 1857—2001.
| година пописа  | 1857. | 1869. | 1880. | 1890. | 1900. | 1910. | 1921. | 1931. | 1948. | 1953. | 1961. | 1971. | 1981. | 1991. | 2001. |
| бр. становника | 0     | 0     | 76    | 75    | 96    | 105   | 0     | 0     | 181   | 170   | 168   | 143   | 136   | 117   | 96    |

Напомена:У 1857, 1869. и 1931. подаци су садржани у насељу Света Марина, општина Раша, а 1921. у насељу Брег. Исказује се као насеље од 1948. Садржи податке за бивше насеље Жугај које је у 1880, 1900. и 1910. исказивано као насеље.